# Kojo Peprah Oppong
Kojo Peprah Oppong, född 4 juni 2004 i Accra, Ghana, är en ghanansk fotbollsspelare som spelar för IFK Norrköping. 

## Karriär
Kojo Peprah Oppong inledde sin karriär i Attram de Visser Soccer Academy i hemlandet innan han 2023 skrev på för allsvenska IFK Norrköping. Säsongerna 2023 samt 2024 var han utlånad till GIF Sundsvall i Superettan.